# Лемони Сникет: 33 несчастья (фильм)
«Лемони Сникет: 33 несчастья» (англ. Lemony Snicket’s A Series of Unfortunate Events) — американский фильм-сказка 2004 года, экранизация книжной серии «33 несчастья», написанных Дэниелом Хэндлером. В основу сценария легли события первых трёх книг — «Скверное начало», «Змеиный зал» и «Огромное окно». Режиссёр картины — Брэд Силберлинг, а главную роль графа Олафа сыграл Джим Керри. В ролях второго плана снялись Билли Конноли, Тимоти Сполл и Мерил Стрип. Роль Лемони Сникета озвучил Джуд Лоу, а Кетрин О’Хара, Дастин Хоффман и Дэниэел Хэндлер появились в ролях-камео.
Фильм рассказывает историю трёх сирот по фамилии Бодлер, чьих опекунов настигает смерть от руки зловещего графа Олафа, готового на всё, чтобы завладеть наследством, оставленным ребятам.

## Сюжет
Трое детей семьи Бодлер — изобретательница Вайолет, книгочей Клаус и младшая, малышка Солнышко, — после страшного пожара (как выяснилось, это был поджог) остаются сиротами.
Мистер По, представитель местного управления штрафами, по договору отдаёт детей на попечение их «ближайшему» родственнику, кем выставил себя граф Олаф — актёр и коварный мошенник, стремящийся получить огромное наследство родителей детей. В момент встречи сироты обращают внимание на татуировку глаза на ноге.
Ожидая суда, на котором всё наследство перейдёт к графу, дети терпят с его стороны эксплуатацию их труда и полнейшее безразличие. Поскольку в доме царит полнейшая разруха и грязь, то когда граф приказывает им приготовить всей его труппе ужин, детям приходится готовить макароны, что валялись в пыльном шкафу, использовав сетку для окна в качестве дуршлага, и плевательницу — в качестве кастрюли (их попросту не было в хозяйстве).
Спустя несколько дней, на слушании Олафу переходит всё наследство, и он везёт детей, якобы, перекусить. Остановившись на железнодорожных путях, он закрывает машину, оставив детей внутри. В магазине по соседству Олаф намеренно тянет время, и вскоре на горизонте появляется поезд. Однако дети находят выход из ситуации, переведя стрелку поезда при помощи изобретения Вайолет.

Тут же подъехавший, по стечению обстоятельств, мистер По убеждается в том, что Олаф — ужасный опекун, и забирает у него детей. На прощание Олаф говорит сиротам, что достанет их, где бы они ни были.
По отвозит сирот ко второму опекуну — дяде Монти. Он оказывается крайне добрым герпетологом — учёным, изучающим различных амфибий и рептилий, в особенности змей. Он знакомит детей с обитателями своего дома и показывает главный экспонат — огромную чёрную змею с очень добрым и дружелюбным характером, которую он в шутку назвал Невероятно Смертоносной Гадюкой. Между делом Клаус замечает у Монти точно такую же подзорную трубу, что была у отца. Вечером он рассказывает детям о том, как его жена и дети погибли при пожаре.
Тут на пороге внезапно показывается граф Олаф, переодетый в Стефано — нового ассистента дяди Монти. Сироты предупреждают дядю Монти о том, что Стефано — самозванец, но ночью они находят дядю мёртвым. Наутро приезжают полицейские и Олаф заявляет, что дядю укусила Невероятно Смертоносная Гадюка, что подтверждает один из участников труппы Олафа, переодетый доктором. Дети пытаются убедить детективов в том, что это Олаф отравил Монти, но безуспешно. Однако Солнышко замечает Гадюку неподалёку, и начинает с ней играть, чем убеждает детективов в её безобидности. Олаф понимает, что его разоблачили, и сбегает.
По передаёт сирот третьей опекунше — добродушной, но довольно странной тётушке Джозефине, боящейся буквально всего на свете. Тётушка принимает их у себя, рассказывает о том, как её мужа Айка съели пиявки, и показывает свой альбом с фотографиями, в котором Клаус находит фотографию, на которой запечатлены помимо неё также дядя Монти и родители сирот. При этом у всех людей на фотографии на поясе висят такие же подзорные трубы, как у отца и дяди Монти.
Прогуливаясь по городку, герои вновь натыкаются на графа Олафа — теперь в обличье моряка, капитана Шэма. Олаф с лёгкостью втирается в доверие к Джозефине и та уходит с ним домой, а детей отправляет за покупками. Вернувшись, они обнаруживают разбитое окно в доме, а рядом — записку, оставленную тётушкой. На первый взгляд это кажется предсмертной запиской, в которой сказано, что Джозефина передаёт детей Шэму, но Клаус замечает, что в письме очень много орфографических ошибок, хотя тётушка была помешана на грамматике. Решив, что это шифр, Клаус складывает все ошибки и получает слово «Гиблая Пещера» — место гибели мужа Джозефины.
Тут дом начинает разваливаться, и дети попадают в комнату Айка, где обнаруживают, что он расследовал пожары, и находят рисунок глаза — такой же, как наколка на ноге Олафа. Дом окончательно разваливается, но при помощи изобретательности Вайолет дети спасаются и плывут в пещеру на лодке, где забирают живую тётушку и отправляются в отделение полиции. По пути Клаус спрашивает тётушку про рисунок, и выясняется, что, помимо Айка, пожары расследовали также дядя Монти и родители сирот.
Внезапно на лодку нападают хищные пиявки. Острыми зубами они прогрызают лодку и почти добираются до героев, но вблизи появляется лодка с графом Олафом. Он забирает детей, а Джозефину оставляет на растерзание пиявкам. Вскоре появляется ещё одна лодка, на которой находятся мистер По и детектив. Олаф делает вид, что спасает детей от пиявок, и По ему верит. Тут Олаф узнаёт, что в случае кончины детей он не получит ничего из наследства, если он с ними не связан кровным родством или брачными узами. Олаф решает жениться на Вайолет.
Граф устраивает пьесу про свадьбу, где роль мирового судьи играет настоящий судья, поэтому закон признает этот брак за настоящий. Граф угрожает, что если пьеса по каким-либо причинам сорвётся, либо Вайолет не скажет на ней «согласна», он сбросит клетку с Солнышком с большой высоты и убьёт её. Во время пьесы Клаус незаметно пробирается на крышу к клетке с Солнышком и притягивает её на чердак. Там он обнаруживает огромную увеличительную линзу, стилизованную под глаз. Сравнив её с рисунком, Клаус понимает, что именно из этой линзы Олаф поджёг дома Бодлеров и дяди Монти.
На Клауса нападает Крюкастый Фернальд — один из подручных Олафа, который со злорадством признаётся, что именно он поджёг дом Бодлеров, но, неудачно атаковав сироту, падает с балкона. Зацепившись за уступ, он привлекает внимание зрителей. Олаф, схватив уже подписанный договор, раскрывает все карты, но Клаусу удаётся сжечь договор прямо в руках Олафа при помощи линзы.
Судья предъявляет обвинение графу с пожизненным лишением свободы, предварительно перечислив все невзгоды, что он причинил сиротам, но на суде присяжных Олафа оправдывают и он сбегает.
Мистер По отвозит детей к их бывшему дому. Там в почтовом ящике они находят конверт, некогда отправленный им родителями, но дошёл он только сейчас. В нём обнаруживается письмо, в котором родители призывают их ценить друг друга, и подзорную трубу — семейную реликвию и символ тайного клуба, владельцами которого они были.

## В ролях
| Актёр          | Роль               |
| -------------- | ------------------ |
| Джим Керри     | Граф Олаф          |
| Эмили Браунинг | Вайолет Бодлер     |
| Лиам Эйкен     | Клаус Бодлер       |
| Кара Хоффман   | Солнышко Бодлер    |
| Шелби Хоффман  | Солнышко Бодлер    |
| Джуд Лоу       | Лемони Сникет      |
| Билли Конноли  | Дядя Монти         |
| Мерил Стрип    | Тётя Жозефина      |
| Тимоти Сполл   | Мистер По          |
| Кэтрин О’Хара  | Судья Штраус       |
| Джейми Харрис  | Крюкастый Фернальд |
| Луис Гусман    | Лысый мужчина      |

| Актёр                 | Роль                         |
| --------------------- | ---------------------------- |
| Дженнифер Кулидж      | Белолицая женщина            |
| Джейн Адамс           | Белолицая женщина            |
| Крейг Фергюсон        | Человек неопределённого пола |
| Седрик «Развлекатель» | Детектив                     |
| Розмари Харрис        | Гостья на свадьбе            |
| Дэниел Хэндлер        | Полицейский фотограф         |
| Уэйн Флеминг          | Капитан Сэм                  |
| Дебора Текер          | Миссис По                    |
| Дастин Хоффман        | Критик                       |
| Джейн Линч            | Риелтор                      |
| Гилберт Готтфрид      | Голос Утки                   |

## История создания

### Производство
Компания «Nickelodeon Movies» приобрела права на экранизацию серии книг «33 несчастья» в мае 2000 года. Студия «Paramount Pictures», владелец «Nickelodeon Movies», вместе с продюсером Скоттом Рудином согласилась финансировать проект. Многие режиссёры, включая Терри Гиллиама и Романа Полански, были заинтересованы в участии в проекте. Фаворитом Дэнила Хэндлера был Гай Мэддин. В июне 2002 года Барри Зонненфильд занял кресло режиссёра. Ранее он работал с Рудином над чёрными комедиями «Семейка Аддамс», «Семейные ценности Аддамсов» и «Достать коротышку». Барри назвал серию Хэндлера своими любимыми детскими книгами. Вскоре Зонненфильд нанял Хэндлера, чтобы тот написал сценарий картины, намереваясь превратить её в мюзикл, а Джим Керри получил роль графа Олафа в сентябре 2002 года.
С декабря 2002 года начало съёмок постоянно переносилось. Рудин покинул проект, так как бюджет начал расти. И хотя Зонненфильд и Керри всё ещё закреплён за проектом, режиссёр начал волноваться из-за бюджета в сто миллионов долларов, который получил от студии «Paramount», и было принято решение в целях сокращения издержек перенести съёмки из Голливуда в Уилмингтон в Северной Каролине. В апреле 2003 года дата начала съёмок вновь была перенесена. В январе 2003 года студия урегулировала все вопросы, получив финансовую поддержку со стороны «DreamWorks», но к тому моменту Зонненфильд отказался от работы в качестве режиссёра. В итоге ни Зонненфельд, ни Рудин не были вовлечены в работу над картиной, однако их упомянули в титрах как исполнительных продюсеров. Керри остался в проекте и после смены режиссёра.
В феврале 2003 года Бред Силберлинг стал режиссёром. До начала работ он не читал ни одной из книг серии, но «проглотив» первые три части, сказал: «Это невероятно, что Голливуд готов дать сто миллионов долларов на экранизацию столь необычной детской книги». Хэндлера, который написал восемь вариантов сценария для Зонненфильда, заменили на Роберта Гордона в мае 2003 года. В первоначальную версию сценария Хэндлера были внесены изменения, и автор их одобрил. «Мне предложили упомянуть моё имя как сценариста картины в титрах, но я отказался — в конце концов, финальную версию писал не я. Это было бы просто нечестно по отношению к автору».

### Подбор актёров
Автор серии Дэниэл Хэндлер видел Графа Олафа таким, каким его мог бы сыграть актёр Джеймс Мейсон. Керри не читал книг до того, как получил роль, но вскоре стал огромным поклонником серии. «Книги Хэндлера такие дерзкие и оригинальные по сравнению с другими детскими сказками!», — сказал Керри. Актёру также понравилась возможность исполнить пародию на самого себя, играя графа Олафа. Бред Силберлинг был рад всевозможным импровизациям Керри, особенно в образах капитана Шэма и Стефано — альтер эго Олафа. Для роли Керри побрился налысо, чтобы гримёрам было удобней и быстрее наносить сложный грим, сильно меняющий лицо актёра. Работая над голосом Олафа, Керри подражал Орсону Уэллсу и Беле Лугоши.
Эмили Браунинг получила роль Вайолет Бодлер после проб, которые она проходила в Австралии. Ей послали изначальный сценарий Хэндлера, написанный, когда ещё Зонненфельд собирался снимать картину. Девочка проходила пробы, используя английский акцент. После того, как Силберлинг просмотрел пробы, акцент был изменён на американский. Для роли девочка прочла серию книг «33 несчастья» и стала их поклонницей.

### Съёмки
Съёмки должны были начаться в октябре 2003 года, но дату перенесли. Основная работа началась 10 ноября 2003 года на студии «Paramount Pictures» в Голливуде. Режиссёр Бред Силберлинг старался меньше использовать компьютерную графику, чтобы крошкам-актрисам, игравшим Солнышко, было легче работать в более реалистичных условиях. Особняк Олафа был построен в двух павильонах, а кладбище и руины дома Бодлеров — в павильоне «Paramount». После 21 недели съёмок на студии производство переместилось на студию «Downey Studios», бывший склад НАСА, где съёмки продолжались ещё восемь недель. Там были построены декорации железной дороги и водный бассейн для съёмок озера Лакримозе — на его заполнение ушло около пяти миллионов литров воды. Бассейн использовали также для съёмок Солёного пляжа, Дамокловой пристани и Гиблой пещеры. Съёмки закончились 29 мая 2004 года.

### Дизайн
У дизайнера костюмов Коллин Этвуд и художника Рика Хайнрикса была ясная цель создать образы персонажей и место действия вне времени, без указания на конкретный временной период. Хэйнрикс добавил в дизайн немного стимпанка. Также Силберлинг нанял оператора Эммануэля Любецки, впечатлённый работой над картиной «Сонная лощина».
Любецки посчитал, что обе картины очень схожи, особенно своей монохроматичностью. Он выбрал особую палитру для создания пейзажей позади основной сцены. «История очень эпизодична, мы выбрали отдельный цвет для каждой из её частей. К примеру, в доме графа Олафа много зелёного, чёрного и серого, а у Монти — зелёного и коричневого с добавлением жёлтого, у Жозефины преобладают синий и чёрные цвета». Железнодорожный перегон представляет собой циклораму, что было неким вызовом для художественного отдела фильма, так как из-за матового материала декорация создавала ощущение, что действие происходит внутри дома.

### Визуальные эффекты
Компания «Industrial Light & Magic» под руководством Стефана Фангмайера создала 505 кадров с компьютерными эффектами. Создатели пытались обращаться к технологиям как можно реже, используя подручные материалы для создания оригинального визуального ряда. Однако сцены с поездом и пожаром были полностью воссозданы на компьютере. Также ILM использовала цветовые эффекты для создания подходящего вида озера Лакримозе, в котором жили нарисованные на компьютере пиявки. Для создания урагана команда изучала отснятый материал урагана Герман 2003 года — его воссоздание с помощью сгенерированного компьютером изображения стало одним из главных испытаний для создателей картины.
Студия «Nexus Productions» создала начальную сцену с «Маленьким Эльфом» при помощи покадровой анимации, позже добавив и компьютерную анимацию. Змеи в доме дяди Монти были как настоящими, так и подвижными электронными моделями. Основной такой моделью была Невероятно смертоносная гадюка, которую позже воссоздали и на компьютере при помощи технологии CGI.
Поскольку некоторые сцены были опасны для малышей, игравших Солнышко, также были воссозданы электромеханические куклы в полный размер и использовались компьютерные технологии — например, сцены, в которых Солнышко держится зубами за край стола, ловит ртом жердь и обнимается с Невероятно смертоносной гадюкой. Для создания компьютерной версии Колин Брейди частично срисовал мимику и движения Солнышка со своей дочери. Электронная кукла Солнышка находилась под управлением дизайнера и мастера по визуальным эффектам Кевина Ягера.

### Продолжение
«Paramount Pictures» и «Nickelodeon Movies» надеялись, что фильм положит начало успешной франшизе наподобие серии картин о Гарри Поттере. Планировалось снять второй фильм, в основу сюжета которого легли бы книги «Зловещая лесопилка», «Изуверский интернат», «Гадкий городишко», и «Липовый лифт». По словам Джима Керри, для него это была бы идеальная франшиза, так как его образ так или иначе менялся бы по мере развития сюжета: «Мне не предлагали подписать контракт на сиквел, но я не буду против — в этих книгах столько персонажей», — говорил актёр в декабре 2004 года. «Это так весело. Так здорово играть плохого актёра, который пытается перевоплотиться в других людей». В мае 2005 года продюсер Лори МакДональд сказала, что студия всё ещё испытывает интерес к продолжению проекта, и переговоры продолжаются. В октябре 2008 года в интервью с Дэниелом Хэндлером автор сказал, что «судя по всему, свет не увидит сиквела. В руководстве произошли перемены, которые широко освещались в прессе — в итоге проект был отложен. Я знаю, что в Голливуде нельзя быть ни в чём уверенным, но второй фильм будет снят. Однажды. Наверное». В июне 2009 года Силберлинг подтвердил, что он всё ещё хочет продолжить франшизу и поддерживает контакт с Хэндлером, разрабатывая альтернативные варианты съёмок, так как дети-актёры уже выросли и никак не смогут вновь сыграть свои роли. До сих пор судьба проекта неясна — сиквел часто упоминается создателям как проект, который, возможно, будет снят в будущем.
В 2014 году на экранизацию книг Сникета решился канал «Netflix», начав снимать по нему сериал. Участие в работе над проектом примет телевизионный отдел студии Paramount.

## Релиз

### Продвижение фильма
Первые кадры со съёмок картины Бред Силберлинг предоставил студии в августе 2004 года. Опасаясь, что «мрачное» видение картины Силберлингом будет не принято, студии «Paramount» и «DreamWorks» устроили тест-показ, после которого монтаж картины претерпел изменения, став более похожим на семейный фильм. Хотя выход картины был запланирован на декабрь, рекламная кампания была раскритикована за «антипраздничное» настроение, в особенности из-за слоганов картины :
- «Наконец-то хоть один праздничный фильм без этих раздражающих „надежды и радости“». (англ. At last a holiday movie without all that pesky hope and joy)
- «17 декабря рождественское настроение берёт выходной» (англ. On December 17, Christmas cheer takes a holiday)
- «В этот праздник у рождественского настроения перерыв» (англ. This Holiday, Christmas Cheer takes a break)
- «Неудач. Хаоса. Злоключений. Ах, да, радости» (англ. Mishaps. Mayhem. Misadventures. Oh joy)
- «И не говорите, что мы вас не предупреждали» (англ. Don’t say we didn’t warn you)
- «Разрушая Рождество 17 декабря» (англ. «Ruinning Christmas December 17)
- «Кинотеатры мрачнеют 17 декабря» (англ. Darkening theaters December 17)
- «Мы очень обеспокоены…» (англ. We’re very concerned…)

### Прокат и кассовые сборы
Премьерный показ картины состоялся 13 декабря 2004 года в кинотеатре «Cinerama Dome» — 1900 м2 улицы «Vine Street» были украшены элементами декораций из фильма. Премьера фильма в США и Канаде состоялась 17 декабря 2004 года в 3620 кинотеатрах, и в первые выходные картина собрала 30 061 756 долларов. Первую неделю картина оставалась лидером проката, но затем в прокат вышли «Знакомство с Факерами», «Авиатор» и «Тренер Картер». В итоге фильм собрал в США 118 634 549 долларов и 90 439 096 долларов в мировом прокате. Общие сборы составили 209 073 645 долларов.
Фильм стал самым кассовым из снятых компанией «Nickelodeon Movies», пока в прокат не вышли картины «Повелитель стихий», «Ранго» и «Приключения Тинтина: Тайна «Единорога»».

### Критика
Основываясь на 159 обзорах сайта Rotten Tomatoes картина получила 72 % со средним показателем 6,6 из 10. Metacritic присвоил фильму 62 из 100 баллов, основываясь на 37 обзорах — в основном, благосклонных.
Роберт К. Элдер из The Chicago Tribune оценил постановку Рика Хейнрикса и игру Джима Керри. Элдер назвал картину «исключительно умной, уморительно мрачной и обличительно зубастой».
Дессон Томсон из The Washington Post лестно отозвался о роли графа в исполнении Джима Керри. По мнению критика, несмотря на то что в книге граф Олаф — угрюмый злодей и вовсе не так забавен, как представил его актёр, в каждом своём перевоплощении Керри пластичен, изобретателен и постоянно движим импровизацией.
Тай Барр написал в The Boston Globe, что Брэд Силберлинг снял, по сути, картину в духе Тима Бёртона, но без невообразимых приступов юношеских страданий. Это история о стойкости и находчивости перед лицом поразительно мрачных событий. В то же время Силберлинг ни в коей мере не похож на Криса Коламбуса — в его картине больше энергии и кинематографического мастерства, чем в первых двух фильмах о Гарри Поттере. Картина не стала шедевром, но, по крайней мере, зритель оказывается в руках тех, кто знает, что делает. Барр считает, что фильм, как и серия книг, взывает к врождённому детскому ощущению того, что мир неидеален и что всякий, кто убеждает тебя в обратном, пытается тебе что-то продать. И то, что эта мысль звучит в голливудском блокбастере стоимостью в 125 миллионов долларов становится полной неожиданностью.
Интернет-обозреватель Джеймс Берардинелли отметил, что «в первую очередь этот фильм — фэнтези, но мрачные потоки струятся у самой поверхности, и надо отдать должное Силберлингу — он не позволил им поглотить картину, которая остаётся остроумной до самого конца».
Роджер Эберт дал картине смешанный отзыв. «Несмотря на то, что в фильме действительно случается множество несчастий, их не назовёшь волнующими, потому что все вокруг подавлены. Никто в картине ни на что не реагирует здраво; взрослые все полоумны, злобны, либо, как в случае с мистером По, поразительно лишены проницательности, дети же довольно отважны, но ослеплены собственными злоключениями», — писал критик. Он отметил также, что в игре Джима Керри чувствуется перебор — с другой стороны, и в самом персонаже графа Олафа перебор есть по определению. Подводя итог, Эберт подчеркнул, что фильм ему понравился, но он его рассматривает скорее как начало серии фильмов с огромным потенциалом — как настройка инструмента или пробный запуск с целью понять, что работает, а что надо подрегулировать. Эберт выразил надежду, «что следующий фильм в серии будет смотреться так же хорошо, и в нём будут те же удивительные дети, что он будет более пугающим, раскроет полнее историю, а также то, что если уныние — это атмосфера, то депрессия — это состояние».
Скотт Фаундас из «Variety» дал фильму негативный отзыв, раскритиковав авторов за то, что они совсем забыли о самой истории в угоду эффектному визуальному ряду и операторской работе: «Так бы выглядела постановка Мэри Поппинс, если её взялся снимать Тим Бёртон. Не удивительно, что постоянный партнёр Бёртона, дизайнер Рик Хейнрикс, отвечал за декорации, в то время как Эммануэль Любецки из „Сонной лощины“ Бёртона привнёс свои экспрессионистские светотональные решения».

### Премии
Валли О’Рейлли и Билл Корсо получили премию «Оскар» за лучший грим. Производственный дизайнер Рик Хэйнрикс и Шерил Карасик из художественного отдела, Коллин Этвуд — за дизайн костюмов — и композитор Томас Ньюман также получили номинации на премии в соответствующих категориях на 77-й церемонии вручении премий киноакадемии. Картина номинировалась на премию «Сатурн» в категории «Лучший фантастический фильм», но проиграла блокбастеру «Человек-Паук 2», однако стала лучшим DVD-релизом года. О’Рейлли и Корсо также номинировались на премию за лучший грим, но награда досталась «Хеллбою».

## Продукция

### Выход на видео
Компания «Paramount Home Video» выпустила фильм на DVD 26 апреля 2005 года в двух вариантах — упрощённом и двухдисковом изданиях.

### Компьютерная игра
В октябре 2002 года студия «Nickelodeon Movies» подписала контракт с компанией «Activision» (у которых действует контракт с «DreamWorks»), согласно которому «Activision» должна была создать компьютерную игру по мотивам фильма. Условия контракта распространялись и на возможные сиквелы картины.

### Саундтрек
| №   | Название                                   | Автор(ы)      | Длительность |
| --- | ------------------------------------------ | ------------- | ------------ |
| 1.  | «The Bad Beginning»                        | Thomas Newman | 3:20         |
| 2.  | «Chez Olaf»                                | Thomas Newman | 3:12         |
| 3.  | «The Baudelaire Orphans»                   | Thomas Newman | 2:32         |
| 4.  | «In Loco Parentis»                         | Thomas Newman | 1:27         |
| 5.  | «Resilience»                               | Thomas Newman | 2:30         |
| 6.  | «The Reptile Room»                         | Thomas Newman | 1:36         |
| 7.  | «An Unpleasant Incident Involving a Train» | Thomas Newman | 4:51         |
| 8.  | «Curdled Cave»                             | Thomas Newman | 2:04         |
| 9.  | «Puttanesca»                               | Thomas Newman | 2:41         |
| 10. | «Curious Feeling of Falling»               | Thomas Newman | 1:45         |
| 11. | «Regarding the Incredibly Deadly Viper»    | Thomas Newman | 2:33         |
| 12. | «The Marvelous Marriage»                   | Thomas Newman | 0:52         |
| 13. | «Lachrymose Ferry»                         | Thomas Newman | 0:38         |
| 14. | «Concerning Aunt Josephine»                | Thomas Newman | 2:08         |
| 15. | «V.F.D.»                                   | Thomas Newman | 1:11         |
| 16. | «The Wide Window»                          | Thomas Newman | 1:12         |
| 17. | «Cold as Ike»                              | Thomas Newman | 2:45         |
| 18. | «Hurricane Herman»                         | Thomas Newman | 2:18         |
| 19. | «Snaky Message»                            | Thomas Newman | 2:31         |
| 20. | «The Leeches»                              | Thomas Newman | 2:45         |
| 21. | «Interlude with Sailboat»                  | Thomas Newman | 1:04         |
| 22. | «Verisimilitude»                           | Thomas Newman | 2:16         |
| 23. | «Loverly Spring»                           | Thomas Newman | 1:50         |
| 24. | «A Woeful Wedding»                         | Thomas Newman | 3:21         |
| 25. | «Attack of the Hook-handed Man»            | Thomas Newman | 2:23         |
| 26. | «Taken by Supreeze»                        | Thomas Newman | 2:02         |
| 27. | «One Last Look»                            | Thomas Newman | 1:41         |
| 28. | «The Letter That Never Came»               | Thomas Newman | 4:14         |
| 29. | «Drive Away (End Title)»                   | Thomas Newman | 5:04         |